# Ebeltoft-Dråby-Handrup Sogn
Ebeltoft-Dråby-Handrup Sogn blev dannet 1/1 2011 ved en sammenlægning af de tre sogne Ebeltoft, Dråby og Handrup. De 3 sogne lå indtil Kommunalreformen i 1970 i Mols Herred (Randers Amt).